# Małgorzata Kołdej
Małgorzata Kołdej (ur. 12 listopada 1990) – polska lekkoatletka, sprinterka, a także rugbystka.
Wielokrotna medalistka mistrzostw Polski w kategorii juniorów, młodzieżowców oraz seniorów. Pierwszy międzynarodowy sukces odniosła podczas mistrzostw Europy Juniorów w 2009 w Nowym Sadzie, gdzie zdobyła srebrny medal w sztafecie 4 × 100 metrów a także zajęła 5. miejsce w biegu na 100 metrów. Finalistka młodzieżowych mistrzostw Europy w Ostrawie (2011), oraz brązowa medalistka Letniej Uniwersjady w Kazaniu (Rosja) w sztafecie 4 x 100 (2013). W 2017 roku zdobyła w tej konkurencji srebrny medal na Letniej Uniwersjadzie w Tajpej (Tajwan).
Jest reprezentantką Polski w rugby 7. Z drużyną narodową zdobyła mistrzostwo Europy w roku 2022 i wicemistrzostwo w 2021.

## Rekordy życiowe
- bieg na 100 metrów – 11,64 (2009)
- bieg na 200 metrów – 23,69 (2017)

## Osiągnięcia
| Rok  | Impreza     | Miejsce | Pozycja    | Wynik |
| ---- | ----------- | ------- | ---------- | ----- |
| 2013 | Uniwersjada | Kazań   | 3. miejsce | 43,81 |
| 2017 | Uniwersjada | Tajpej  | 2. miejsce | 44,19 |

Mistrzostw Europy rugby 7 2021 – srebrny medal
Mistrzostwa Europy rugby 7 2022 – złoty medal